# جان فرانزس
جان فرانزس (به انگلیسی: John Franzese؛ متولد ۶ فوریه ۱۹۱۷ – درگذشته ۲۴ فوریه ۲۰۲۰) با نام مستعار سانی یک گانگستر ایتالیایی آمریکایی، زاده ایتالیا بود. او از اعضای قدیمی خانواده کلمبو و از سران پنج خانواده است. خانواده کلمبو بخشی از مافیا و از خانواده‌های تبهکار می‌باشد. فرانزس به مدت شش دهه به عنوان رئیس میانی در خانواده کلمبو فعالیت می‌کرد. فرانزس در زمان آزادی در ۲۳ ژوئن ۲۰۱۷ قدیمی‌ترین زندانی فدرال در ایالات متحده و تنها فرد بالای صدسال در یک زندان فدرال بود. فرانزس پیرترین گانگستر زنده جهان بود.
فرانزس در تأمین مالی چند فیلم نقش داشته‌است و به عنوان تهیه‌کننده آن‌ها شناخته می‌شود. از جمله فیلم‌هایی که فرانزس در آن‌ها تهیه‌کننده بوده‌است می‌توان به گلوی عمیق و کشتار با اره‌برقی در تگزاس اشاره کرد.
فرانزس در سال ۱۹۶۷ به جرم سرقت از بانک به پنجاه سال حبس محکوم شد. او در طول دوران حبس خود شش بار به مرخصی و آزادی مشروط رفت و در مجموع ۳۵ سال را در زندان گذراند. فرانزس در سال ۲۰۱۰ در سن ۹۳ سالگی هنگامی که در آزادی مشروط بود اقدام به اخاذی از یک باشگاه شبانه و یک رستوران کرد.

## اوایل زندگی
فرانتسِزه در ۶ فوریه ۱۹۱۷ در ناپلِ ایتالیا از پدر و مادری به نام‌های کارماین فرانتسِزه و ماریا کوروُلا به دنیا آمد (بر اساس اسناد اداره فدرال زندان‌های آمریکا). والدین او در زمان تولدش قبلاً به ایالات متحده مهاجرت کرده بودند و صرفاً برای دیداری موقت به ایتالیا بازگشته بودند. خانواده شش ماه پس از تولد او به همراه فرانتسِزه به خانه‌شان در گرین‌پوینتِ بروکلین بازگشتند، جایی که پدرش یک نانوایی داشت. مادرش از همان کودکی به او لقب "سانی" (Sonny) را داد.

## خانواده جنایی کلمبو
در اواخر دهه ۱۹۳۰، فرانتسِزه تحت نظر جوزف پروفاچی، رئیس خانواده جنایی پروفاچی (که بعدها به خانواده کلمبو تغییر نام یافت) فعالیت می‌کرد. اولین دستگیری او در سال ۱۹۳۸ به دلیل حمله فیزیکی رخ داد. در سال ۱۹۴۲ و در میانه جنگ جهانی دوم، به ارتش ایالات متحده فراخوانده شد، اما در همان سال با تشخیص "روان‌رنجوری با تمایلات قتل‌عام‌گرایانه بارز" از خدمت معاف شد. در سال ۱۹۴۷، اوراق قضایی او را به تجاوز به یک پیشخدمت زن متهم کردند، اما هرگز به این اتهام دستگیر نشد.  
فعالیت‌های جنایی و ارتباطات
فرانتسِزه در نیویورک و نیوجرسی به فعالیت‌هایی مانند اخاذی، کلاهبرداری و رباخواری مشغول بود. او همچنین از مشتریان ثابت کلوپ کاپاکابانا بود و به طور مکرر با ستارگانی مانند فرانک سیناترا و سمی دیویس جونیور معاشرت داشت. او از طرفداران پروپاقرص بوکسور راکی گرازیانو نیز بود.  
ارتقا در سلسله مراتب مافیا
- در سال ۱۹۵۰ به عنوان عضو رسمی ("مِید من") خانواده پذیرفته شد  
- در گروه سباستین "باستر" آلویی (پدر وینچنزو آلویی، رئیس موقت بعدی خانواده کلمبو) خدمت کرد  
- در اواسط دهه ۱۹۵۰ توسط پروفاچی به درجه کاپورِژیم (سردسته) ارتقا یافت  
- تا سال ۱۹۶۳ توسط جوزف کلمبو به مقام معاون رئیس خانواده (آندر‌باس) منصوب شد  
- در دهه‌های ۱۹۵۰ و ۱۹۶۰ شغل رسمی خود را مالک یک خشکشویی در بروکلین اعلام می‌کرد  
ورود به صنعت موسیقی
در سال ۱۹۶۷، فرانتسِزه در شرکت تازه‌تأسیس ضبط موسیقی بودا رکوردز سرمایه‌گذاری کرد. او از این شرکت برای:  
- پولشویی درآمدهای غیرقانونی مافیا  
- رشوه دادن به دی‌جی‌ها (پِیولا)  
استفاده می‌کرد. او سپس به شرکت کالا رکوردز نفوذ کرد و از طریق نیت مک‌کالا، مالک این شرکت، به درآمدزایی پرداخت تا اینکه این شرکت در سال ۱۹۷۷ تعطیل شد و مک‌کالا در سال ۱۹۸۰ به سبک اعدام‌های مافیایی به قتل رسید. 